# Pro TV
Pro TV (stilizat PRO•TV) este un canal de televiziune privat comercial din România. A fost lansat la 1 decembrie 1995 și este deținut de compania Pro TV SRL, care face parte din grupul Central European Media Enterprises. Pro TV a fost în septembrie 2021 cel mai vizionat canal de televiziune din România, având o cotă de piață de 18,11%.

## Istoric
Până să se lanseze Pro TV, postul se numea Canal 31, iar postul difuza în mare parte competiții sportive. Alt nume pentru Canal 31 era Canalul București, dar era folosit secundar. Această denumire a ținut până în anul 1995.
Prima transmisie a început la 1 decembrie 1995, la ora 19:00, lansarea fiind prezentată de Andreea Esca, în cadrul Știrilor Pro TV.
Începând cu 3 septembrie 1999 compania emite de asemenea un semnal propriu pentru Republica Moldova, sub marca Pro TV Chișinău, care difuzează, pe lângă programele Pro TV București (după o grilă proprie, diferită de cea românească), o serie de jurnale și emisiuni locale și propriile calupuri publicitare pe toată durata zilei.
Pe 1 decembrie 2006, Pro TV a început să transmită experimental filme, meciuri și alte emisiuni proprii în format HD, creând astfel un nou canal numit Pro TV HD.
Pe data de 29 august 2014, Pro TV și-a lansat propriul serviciu de streaming, numit Pro TV Plus, dedicat serialelor originale. Ulterior, în 2021, acesta a fost înlocuit de VOYO, care dispune de aceleași seriale și emisiuni originale ale canalelor Pro, plus câteva alte exclusivități și content original. De asemenea, spre deosebire de Pro TV Plus, care putea fi folosit gratis, VOYO dispune de abonamente lunare sau anuale.
Din 28 august 2017, canalul și-a schimbat radical logo-ul, renunțând astfel la cele trei linii care au fost în componența logo-urilor anterioare încă de la lansarea postului, iar cuvântul TV a fost mutat în dreapta sus lângă „Pro”. De asemenea, încă din 2014, ident-urile pentru reclame și promo au devenit mai diferite față de cele de la alte posturi, concentrându-se asupra vedetelor care apar în emisiunile postului. În timpul verii se folosesc ident-uri ce prezintă activități care se practică vara, în timp ce iarna se folosesc ident-uri ce prezintă lucruri și activități legate de sărbătorile de iarnă, dar și lucruri ce se leagă de iarnă. Mai demult la aceste ident-uri apăreau două personaje animate, doi umanoizi albi ce erau considerați imaginea postului.
Un nou logo a fost dezvăluit în timpul filmărilor unui program aniversar în iunie 2025. Acest logo este de așteptat să fie lansat pe 1 decembrie 2025, după cea de-a 30-a aniversare a canalul.

## Știrile Pro TV
Știrile Pro TV este cea mai urmărită emisiune de știri din România, cu o medie de 9,3 puncte de rating și 25,1% cotă de piață, fiind urmărită de peste un milion de telespectatori din mediul urban.
Emisiunea Știrile Pro TV a câștigat în septembrie 2008 „International Emmy Award News pe 2008” pentru campania Tu știi ce mai face copilul tău?
Andreea Esca este cea mai longevivă prezentatoare de știri din România, prezintă știrile pentru postul de televiziune Pro TV încă din 1995, de la înființare.
Emisiunea este destul de controversată, foarte multe critici fiind aduse Știrilor Pro TV pentru subiectele de violență, ofensatoare sau de exces de zel, chiar anumite reportaje fiind criticate fiind drept false sau „inventate” și fiind de asemenea criticate pentru dramatizarea excesivă a subiectelor, doar pentru a fi „subiecte senzaționale”. Cu ani în urmă, printe subiectele știrilor orei 19 erau încadrate și vedete "infaimoase" precum Victor Slav, Adrian "Copilul Minune" și alții.
Este controversată și ediția zilnică a știrilor Pro TV de la ora 17:00, prezentate de Monica Dascălu, pentru subiecte de crimă, omucidere sau de abuzuri sexuale și excesiva detaliere a acestora, conținutul lor fiind cunoscut în cultura populară ca „Știrile de la ora 5”.
Știrile Pro TV a schimbat grafică de-a  lungul anilor. Cea mai mare schimbare a fost în 2015 când a fost schimbată pentru prima dată culoarea burtierei, din albastru în alb și roșu. Iar în 2020 pentru prima dată culoarea pătratului cu Știrile Pro TV, din albastru în roșu.

## Varianta HD

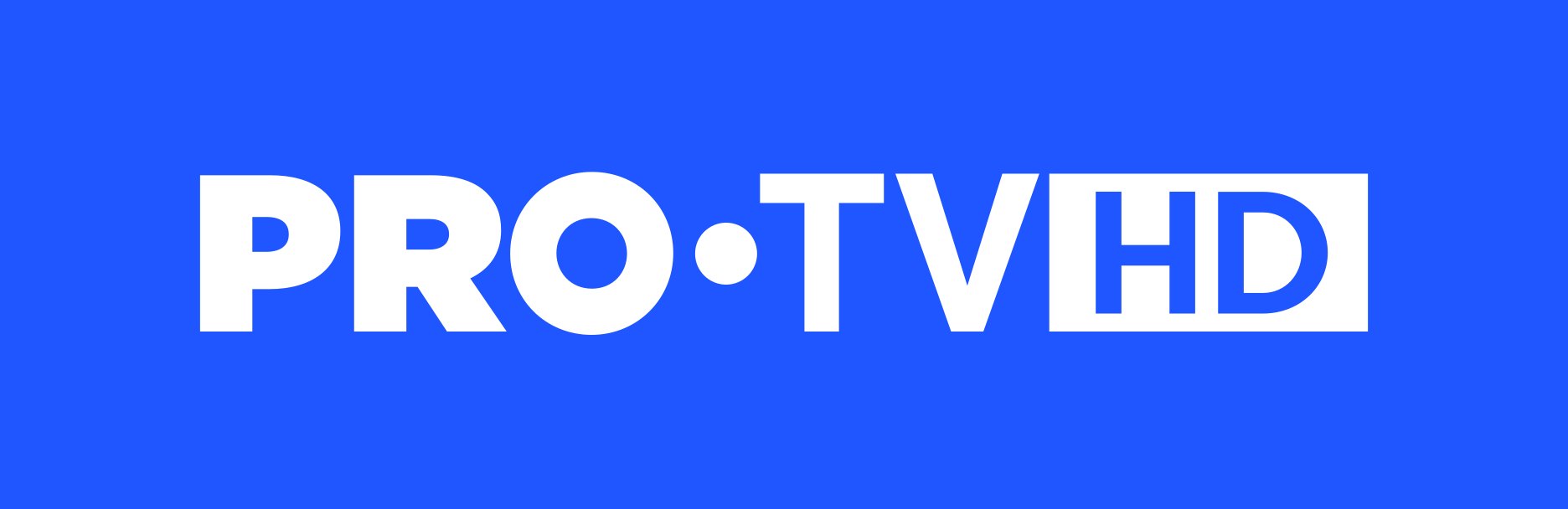
Logo Pro TV HD

Pro TV HD a fost prima televiziune HD din Europa Centrală și de Est, începând transmisia terestră pe 1 decembrie 2006 și încheind-o în 2015. Postul s-a putut recepționa prin DVB-T (transmisie digitală terestră) pe Canalul 30 în București.
Prin cablu, se poate recepționa în toate rețelele naționale.

## Grilă de programe

### Emisiuni TV
| Numele emisiunii                 | Anul debutului |
| -------------------------------- | -------------- |
| Chestiunea zilei                 | 1996           |
| Riști și Câștigi!                | 1996           |
| Prețul corect                    | 1997           |
| Serviciul Român de Comedie       | 1999           |
| Zero                             | 2000           |
| Teo Show                         | 2000           |
| Omul care aduce cartea           | 2000           |
| ProMotor                         | 2000           |
| Lanțul slăbiciunilor             | 2001           |
| Popstars România                 | 2003           |
| Apropo TV                        | 2005           |
| Dansez pentru tine               | 2006           |
| La Măruță                        | 2007           |
| Vedere de pe bloc                | 2007           |
| Țaca Paca                        | 2007           |
| Jugaru Shukaru                   | 2007           |
| MegaClever                       | 2007           |
| România, te iubesc!              | 2008           |
| O-la-la                          | 2008           |
| I.Real                           | 2008           |
| Serviți, vă rog!                 | 2009           |
| Land of Jokes                    | 2009           |
| Frumusețe pe muchie de cuțit     | 2009           |
| Devertis                         | 2009           |
| Ce se întâmplă doctore?          | 2010           |
| Românii au talent                | 2011           |
| Vocea României                   | 2011           |
| MasterChef România               | 2011           |
| I Like IT                        | 2011           |
| Visuri la cheie                  | 2014           |
| Ferma vedetelor                  | 2015           |
| Vine cheful                      | 2015           |
| Sunt celebru, scoate-mă de aici! | 2015           |
| Vorbește lumea                   | 2015           |
| SuperTrip                        | 2015           |
| Ce spun românii                  | 2015           |
| Clipa de fericire                | 2015           |
| Bake Off România                 | 2016           |
| Superspeed la PRO TV             | 2016           |
| Supraviețuitorul                 | 2016           |
| Jocuri de celebritate            | 2016           |
| Vocea României Junior            | 2017           |
| Gospodar fără pereche            | 2017           |
| Pe bune?!                        | 2017           |
| România, jos pălăria!            | 2017           |
| Fort Boyard                      | 2017           |
| Mă însoară mama                  | 2018           |
| Ninja Warrior                    | 2018           |
| Cântă acum cu mine               | 2019           |
| Ferma                            | 2019           |
| Șef sub acoperire                | 2019           |
| Imperiul leilor                  | 2020           |
| Masked Singer România            | 2020           |
| Falsez pentru tine               | 2020           |
| SuperStar România                | 2021           |
| Căsătoriți pe nevăzute           | 2021           |
| Doctor de bine                   | 2021           |
| Survivor România                 | 2022           |
| Umami: al 5-lea gust             | 2022           |
| Batem palma?                     | 2022           |
| Love Island România              | 2023           |
| Săriți de pe Fix                 | 2023           |
| Trădătorii                       | 2025           |

### Seriale TV proprii
Din 2002 până în 2014, Pro TV a creat, în colaborare cu MediaPro Pictures, mai multe seriale sută la sută românești, printre care:
- Vacanța Mare - Nu se mai difuzează, a fost mutat la Kanal D, iar în prezent serialul e difuzat în reluare pe Kanal D2
- La bloc - Se mai difuzează reluări pe PRO Arena și PRO Cinema
- Vine poliția
- Băieți buni
- La servici
- Inimă de țigan
- Om sărac, om bogat
- Meseriașii
- Fete cu lipici
- Arestat la domiciliu
- Cu un pas înainte
- State de România
- Moștenirea
- Pariu cu viața
- Las Fierbinți (în colaborare cu Frame Film)
- Tanti Florica
- Spitalul de demență
- O săptămână nebună
- Altă săptămână nebună

Începând cu anul 2015, serialele sunt realizate de Pro TV în colaborare cu Frame Film și Constantin Entertainment:
- Lecții de viață
- Deschide ochii
- Atletico Textila
- Ai noștri
- Triplusec
- Vlad
- Profu'
- Videochat
- La oraș
- Clanul
- Groapa
- Brigada Nimic
- Scara B
- Tătuțu'
- Betoane

### Seriale de animație
- SpongeBob Pantaloni Pătrați

### Seriale
- Mystic Knights of Tir Na Nog
- Lege și dreptate
- Terra Nova
- Ghost Whisper
- Tânăr şi neliniştit
- Chuck
- CSI: Miami
- Lois și Clark
- CSI: New York
- Trandafirul negru
- Puterea destinului
- Diva cu greutate
- Nikita
- Dexter
- Gossip Girl: Intrigi la New York
- Lie To Me
- Spion pe cont propriu
- Jane și Maura: Detectivi în Boston
- Rețeaua

## Personalități
- Andi Moisescu
- Andra
- Andreea Esca
- Cabral
- Cătălin Măruță
- Cătălin Scărlătescu
- Corina Caragea
- Cosmin Stan
- Cristian Leonte
- Diana Enache
- Dragoș Bucur
- Florin Busuioc
- Florin Dumitrescu
- Horia Brenciu
- Mihai Bobonete
- Mihai Dedu
- Monica Dascălu
- Pavel Bartoș
- Smiley
- Sorin Bontea
- Tudor Chirilă

### Foste vedete
- Adela Popescu (Vorbește lumea)
- Alina Eremia (Pariu cu viața)
- Bebe Cotimanis (Românii au talent)
- Corina Dănilă
- Cristina Ciobănașu (Pariu cu viața)
- Dan C. Mihăilescu (Omul care aduce cartea)
- Dorian Popa (Pariu cu viața)
- Florin Călinescu
- Iulia Albu
- Loredana Groza (Vocea României)
- Mugur Mihăiescu (Vacanța Mare)
- Oana Stern-Cuzino
- Răzvan Fodor (Vorbește lumea)
- Teo Trandafir (Teo Show)
- Toni Grecu (Serviciul Român de Comedie, Divertis)
- Vlad Gherman (Pariu cu viața)
- Carla's Dreams (SuperStar România)
- Inna (Vocea Romaniei Junior)
- Marius Moga (Vocea României)
- Mihaela Rădulescu (Românii au talent)